# Philodendron venosum
Philodendron venosum är en kallaväxtart som först beskrevs av Carl Ludwig von Willdenow, Schult. och Julius Hermann Schultes, och fick sitt nu gällande namn av Thomas Bernard Croat. Philodendron venosum ingår i släktet Philodendron och familjen kallaväxter. Inga underarter finns listade.